# Gorica (Puconci, Slovenija)
Gorica (mađarski: Halmosfő) je naselje u slovenskoj Općini Puconcima. Gorica se nalazi u pokrajini Prekomurju i statističkoj regiji Pomurju. 

## Stanovništvo
Prema popisu stanovništva iz 2002. godine naselje je imalo 326 stanovnika.